# Blas Piñar
Blas Piñar López (Toledo, 22 de noviembre de 1918-Madrid, 28 de enero de 2014) fue un notario, político, editor y escritor español, cuya trayectoria política y vida pública se identificó con el nacionalsindicalismo y la extrema derecha. Defendió el catolicismo político (fue miembro de la Asociación Católica de Propagandistas) y militó en Acción Católica. Fue consejero nacional en las Cortes franquistas durante diecinueve años. Durante la Transición española fundó el partido Fuerza Nueva, constituido sobre la base de la línea editorial de la revista homónima, y se destacó por sus discursos del 20N en la madrileña plaza de Oriente contrario al cambio a la democracia parlamentaria. En 1979 obtuvo un escaño en el Congreso de los Diputados con la coalición Unión Nacional. En sus últimos años fue presidente de honor del partido Alternativa Española (AES). Su última incursión política tuvo lugar, ya con noventa y dos años de edad, con su presencia simbólica como número 25 en la candidatura que AES presentó en Toledo para las elecciones municipales del 22 de mayo de 2011.

## Biografía

### Infancia y juventud
Blas Piñar era hijo de Blas Piñar Arnedo, comandante de infantería, que se encerró junto al coronel José Moscardó en el alcázar de Toledo durante su asedio en la guerra civil. Pasó su infancia en Cartagena, regresando posteriormente a Toledo. Allí su padre fue sorprendido por el golpe de Estado de julio de 1936, Blas Piñar y su madre tuvieron que escapar a Madrid hasta el final de la guerra.
Terminada la guerra, se doctoró en Leyes en la Universidad Central de Madrid y en 1944 obtuvo por oposición una plaza de notario. Ejerció en Cieza y Murcia, trasladándose posteriormente a Madrid.
Contrajo matrimonio con Carmen Gutiérrez Duque y fueron padres de ocho hijossiendo uno de ellos el general Blas Piñar Gutiérrez. 

### Inicio de su trayectoria política
Ingresó en la Asociación Católica Nacional de Propagandistas y su labor política comenzó en la Federación de Estudiantes Católicos de Alicante y posteriormente en la Juventud de Acción Católica de Toledo. También fue vocal de propaganda de Acción Católica en Murcia.
Entre 1957 y 1962, ocupó la Dirección General del Instituto de Cultura Hispánica.
En 1958 fundó en Toledo el Capítulo Hispanoamericano de Caballeros del Corpus Christi.
En 1962, y tras un viaje por Hispanoamérica y Filipinas, Blas Piñar escribió un artículo en la tercera del diario ABC, de Madrid, titulado «Hipócritas», que criticaba con dureza la política exterior de los Estados Unidos. Fue destituido por el ministro de Asuntos Exteriores debido a las buenas relaciones bilaterales que por aquel entonces mantenía España con los EE. UU. —de las cuales dependía en buena medida su reconocimiento internacional—.
En la concentración de Montejurra del 5 de mayo de 1963, organizada por la Comunión Tradicionalista, conoció a Manuel Fal Conde, antiguo jefe carlista. Durante el almuerzo, Blas Piñar tomó la palabra. Según relató él mismo en uno de sus libros, tras su discurso, el jefe delegado de la Comunión en aquel momento, José María Valiente, afirmó:

Don Blas Piñar, invitado de honor, ha dicho que no es carlista. Pero se ha ganado las grandes ovaciones de los carlistas. Don Manuel Fal Conde, mientras hablaba don Blas Piñar, me ha escrito estas palabras en una servilleta del banquete: ‘Pensar así, sentir así, y expresarse así, es ser carlista’.

Durante la década de 1960 fue miembro de honor del Círculo Vázquez de Mella de Madrid.
En 1963 pronunció el pregón de la Semana Santa de Valladolid.
Fue procurador en las Cortes Españolas y consejero nacional del Movimiento por designación libre y directa de Franco.

### Fuerza Nueva
Fundador de la editorial Fuerza Nueva como una especie de «partido» en un régimen sin partidos, así como caja de resonancia estratégica de sus actos y movilizaciones por todo el territorio español, se opuso decididamente a la desfiguración interna del régimen y a su vaciamiento ideológico, manifestando su rechazo a la Ley Orgánica del Estado de 1967. El 17 de julio de 1969, en un discurso realizado en Barcelona anunció que ante la descomposición del Movimiento Nacional, desde Fuerza Nueva iban a propiciar una asociación política donde se integraran también sectores requetés y falangistas, porque si ante un enemigo organizado se permanecía desagrupados en infinitas asociaciones, podemos considerarnos derrotados. A partir de este momento poco a poco irá adquiriendo más protagonismo. Recorrió España dando conferencias y consolidándose como la principal figura de los inmovilistas frente a los dirigentes franquistas más aperturistas.
Después de la muerte de Franco, como procurador se opuso tanto al Proyecto de Ley de Asociaciones Políticas como a la Ley para la Reforma Política de junio de 1976. Consideraba que aquella operación no era de «reforma», sino de «ruptura», poniendo en grave situación de supervivencia política e institucional aspectos políticos que después soslayaría la Constitución de 1978 y coincidiendo en sus postulados con la corriente denominada El Búnker.
Fuerza Nueva se constituyó y articuló finalmente en partido político en octubre de 1976, defensor de los Principios Fundamentales del Estado del 18 de julio y cuyo lema era «Dios, Patria y Justicia».

### La Transición
En las elecciones generales de junio de 1977, las primeras tras la dictadura, Fuerza Nueva se presentó en coalición junto a la Confederación Nacional de Combatientes, los Círculos Doctrinales José Antonio y la Agrupación de Juventudes Tradicionalistas bajo el nombre de Alianza Nacional 18 de Julio, sin obtener representación parlamentaria.
En 1979, una vez aprobada la Constitución y convocadas de nuevo elecciones generales, Blas Piñar fue elegido diputado al Congreso por Madrid en la primera legislatura ordinaria de la Democracia dentro de la coalición Unión Nacional obteniendo 378 964 votos bajo el lema «España en tus manos». En Madrid obtuvo 110 730 votos.
Como parlamentario, votó «no» a todos los estatutos de autonomía, tanto a la totalidad, como —cuando fue posible— artículo por artículo.

...Durante los cuatro años subsiguientes a la fecha de hoy habrá una política de centro, pero esa política de centro no es posible, y no es posible porque el centro no es una ideología ni una doctrina; el centro es, sencillamente, una postura, una postura, además, que en este caso precisa, para ser de centro, de una izquierda y de una derecha, y la verdad es que hoy esa derecha nominalmente no existe en esta Cámara, porque una de las tareas del Gobierno de la Unión de Centro Democrático ha sido precisamente auspiciar a la izquierda y destruir a la derecha, y al destruir a la derecha se ha quedado sin derecha, a no ser que el centro sea precisamente la derecha (Rumores) y bajo el término de UCD, término equívoco, se encuentre la derecha efectiva y real...
Investidura del presidente del Gobierno, Adolfo Suárez González. Intervención en el pleno el 30 de marzo de 1979.

Tras la pérdida de su escaño en las siguientes elecciones de 1982, en las que se presentó Fuerza Nueva en solitario teniendo que competir con la candidatura del golpista Antonio Tejero (llamada Solidaridad Española) decidió disolver el partido político (acuciado por deudas económicas) precisamente el 20 de noviembre de ese mismo año. No así la editorial del mismo nombre cuyos libros y revistas siguieron publicándose.

### Frente Nacional y últimos años
En 1986, con el apoyo del Frente Nacional francés de Jean-Marie Le Pen y el Movimento Sociale Italiano (MSI) de Giorgio Almirante, reconstruyó el partido como Frente Nacional y se presentó a las elecciones al Parlamento Europeo de 1987 —122 927 votos— y a las de 1989 —60 672— con el objetivo de encuadrarse en la llamada «Euroderecha» pero sin conseguir finalmente en ninguna de las ocasiones ningún acta de eurodiputado en Estrasburgo.

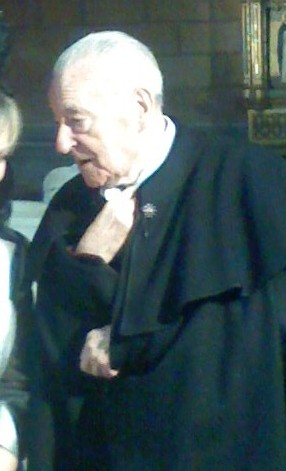
Blas Piñar en 2008

En 1990, el Frente Nacional sufrió en el seno de sus juventudes sendas escisiones motivadas por la estrategia demasiado derechista de su dirección política: el Frente de Alternativa Nacional (FAN) y el grupo Nación Joven (NJ). Disolvió el partido finalmente en 1994, tras no fructificar un acuerdo de fusión previamente firmado con el partido Juntas Españolas, de Juan Peligro. Siguieron manteniéndose, no obstante, las actividades de carácter cultural y social de la editorial Fuerza Nueva (conferencias, comidas y cenas de hermandad, edición de libros, publicación de la revista quincenal, convocatorias de carácter religioso y conmemorativo de fechas significativas como el 18 de julio y el 20 de noviembre, caseta en la Feria del Libro de Madrid, etc.).
Poco después, entre 1995 y 1996, Blas Piñar mantuvo efímeramente relaciones cordiales (aunque no le mostrara apoyo explícito) con la Alianza por la Unidad Nacional de Ricardo Sáenz de Ynestrillas, y entre 2002 y 2004 se involucró públicamente en el fracasado proyecto Frente Español junto con FE/La Falange, que pretendía unificar a la extrema derecha.
Desde el verano de 2005, tras sufrir una operación quirúrgica en la que se le extirpó un tumor benigno en la garganta, rebajó considerablemente sus apariciones e intervenciones en público. El 21 de mayo de 2006, con 87 años de edad y con motivo de los cuarenta años de la fundación de Fuerza Nueva, se le tributó un homenaje que tuvo lugar con un acto público celebrado en el Palacio Municipal de Congresos de Madrid.
Un año después, en 2007, mostró su apoyo electoral al partido político de carácter católico Alternativa Española para los comicios municipales y autonómicos del 27 de mayo. Este partido está liderado por su yerno Rafael López-Diéguez. Este mismo año se produjo una famosa anécdota al encontrarse a escasos metros de su «archienemigo» Santiago Carrillo en un hospital de la capital española (ambos en cama), sin que se produjeran incidentes.
Ya jubilado de su profesión de notario, en sus últimos años siguió presidiendo Fuerza Nueva Editorial S.A. y la asociación cultural CESPE (Centro de Estudios Sociales, Políticos y Económicos), a la vez que intervenía o participaba en los actos conmemorativos del 20 de noviembre, tanto en la Plaza de Oriente como en la Plaza de San Juan de la Cruz, ambas de Madrid.

### Fallecimiento
Falleció en la madrugada del 28 de enero de 2014 en su casa de Madrid al agravarse su estado de salud. Fue enterrado en el cementerio municipal de Toledo. 

## Libros
Fue autor de varios libros, principalmente en editorial Fuerza Nueva:
- Prestación alimenticia en nuestro Derecho civil, Editorial Reus, 1955, ISBN 978-84-290-0274-4.
- Filipinas: país hispánico, Ediciones Cultura Hispánica, 1957.
- Tres discursos de Blas Piñar, Cáceres, Servicios Culturales Diputación Provincial de Cáceres, 1959.
- Discurso pronunciado por don Blas Piñar López en la apertura de la Exposición Bibliográfica Simón Bolívar, Diputación Provincial de Vizcaya, 1960.
- María, madre espiritual de América: Discurso pronunciado en el Congreso Internacional de Santo Domingo, al clausurar la sesión plenaria del 24 de marzo de 1965, Ediciones Cultura Hispánica, 1965.
- La España irredenta: Gibraltar, Instituto de Estudios Africanos. Consejo Superior de Investigaciones Científicas, 1965.
- ¿Hacia la IIIª República?, Fuerza Nueva, 1979, ISBN 978-84-7378-024-7.
- Hacia un Estado nacional, Fuerza Nueva, 1980, ISBN 978-84-7378-028-5.
- Combate por España, Fuerza Nueva, 1980, ISBN 978-84-7378-006-3; 1982, ISBN 978-84-7378-007-0.
- Tiempo de ángeles, Arca de la Alianza Cultural, 1987, ISBN 978-84-86593-10-0.
- El derecho a vivir, Fuerza Nueva, 1987, ISBN 978-84-7378-037-7.
- Curso breve de formación política, Fuerza Nueva, 1991, ISBN 978-84-7378-038-4.
- Mi réplica al cardenal Tarancón, Fuerza Nueva, 1998, ISBN 978-84-7378-046-9.
- Fieles al 18 de julio, Fuerza Nueva, 2002, ISBN 978-84-7378-054-4.
- Mis mensajes políticos del 20-N, Fuerza Nueva, 2005, ISBN 978-84-7378-060-5.
- Tres temas teológicos, Fuerza Nueva, 2008, ISBN 978-84-7378-063-6.
- La Iglesia y la guerra española de 1936 a 1939, Actas, 2011, ISBN 978-84-9739-114-6.
- El Alcázar no se rinde: la historia gráfica del asedio más simbólico de la Guerra Civil, La Esfera de los Libros, 2011, ISBN 978-84-9970-089-2.
- Bendita tú entre las mujeres, Álvarez-Beigbeder Editores y Consultores, 2011, ISBN 978-84-936907-9-3.
- Escrito para la historia [obra completa], Fuerza Nueva, varios años, ISBN 978-84-7378-049-0.

Publicó sus memorias políticas bajo el título genérico de Escrito para la historia, a lo largo de cinco libros entre los años 2000 y 2004: Escrito para la historia, Por España entera, La pura verdad, Bandera discutida y Así sucedió, trabajo que culminó en 2005 con el libro Mis mensajes políticos del 20-N, una recopilación de sus intervenciones en los actos conmemorativos de los fallecimientos de José Antonio Primo de Rivera y Francisco Franco a lo largo de los últimos treinta años.

## Condecoraciones
- Cruz de Honor de la Orden de San Raimundo de Peñafort, 7 de marzo de 1970.[15]
- Caballero Armado Fundador del Capítulo Hispanoamericano de Caballeros del Corpus Christi de Toledo, 1958.